# Cerro Largo (departement)
Departementet Cerro Largo (Departamento de Cerro Largo) är ett av Uruguays 19 departement.

## Geografi
Cerro Largo har en yta på cirka 13 648 km² med cirka 86 500 invånare. Befolkningstätheten är 6 invånare/km². Departementet ligger i Región Este (Östra regionen).
Huvudorten är Melo med cirka 47 200 invånare.

## Förvaltning
Departementet förvaltas av en Intendencia Municipal (stadsförvaltning) som leds av en Intendente (intendent), ISO 3166-2-koden är "UY-CL".
Departementet är underdelad i municipios (kommuner).
Cerro Largo inrättades den 27 augusti 1828 som 1 av de ursprungliga 9 departementen.